# José Molera Jiménez
José Molera Jiménez, escultor español, nacido en Murcia en 1926. Falleció el 14 de septiembre de 2017.

## Premios
- 1950. Primer Premio de Escultura en la Real Sociedad Económica de Amigos del País de Murcia.
- 1966. Medalla Nacional de Bellas Artes. Madrid.
- 1968. Premio Chys. Murcia

## Obras
Ha realizado los soldados del paso del Pretorio de la cofradía de la Preciosísima Sangre de Murcia,y el San Pancracio de la iglesia de San Antolín, entre otras obras religiosas.
En el Museo al Aire libre de Murcia se pueden ver:
- El Agricultor (Plaza Alambra)
- Francisco Bernal, Murcia 1965.
- Eva (Esquina calles Vicente Martí y Navarro)
- Homenaje a los niños.